# Часовня Николая (Кёльн-Вестхофен)

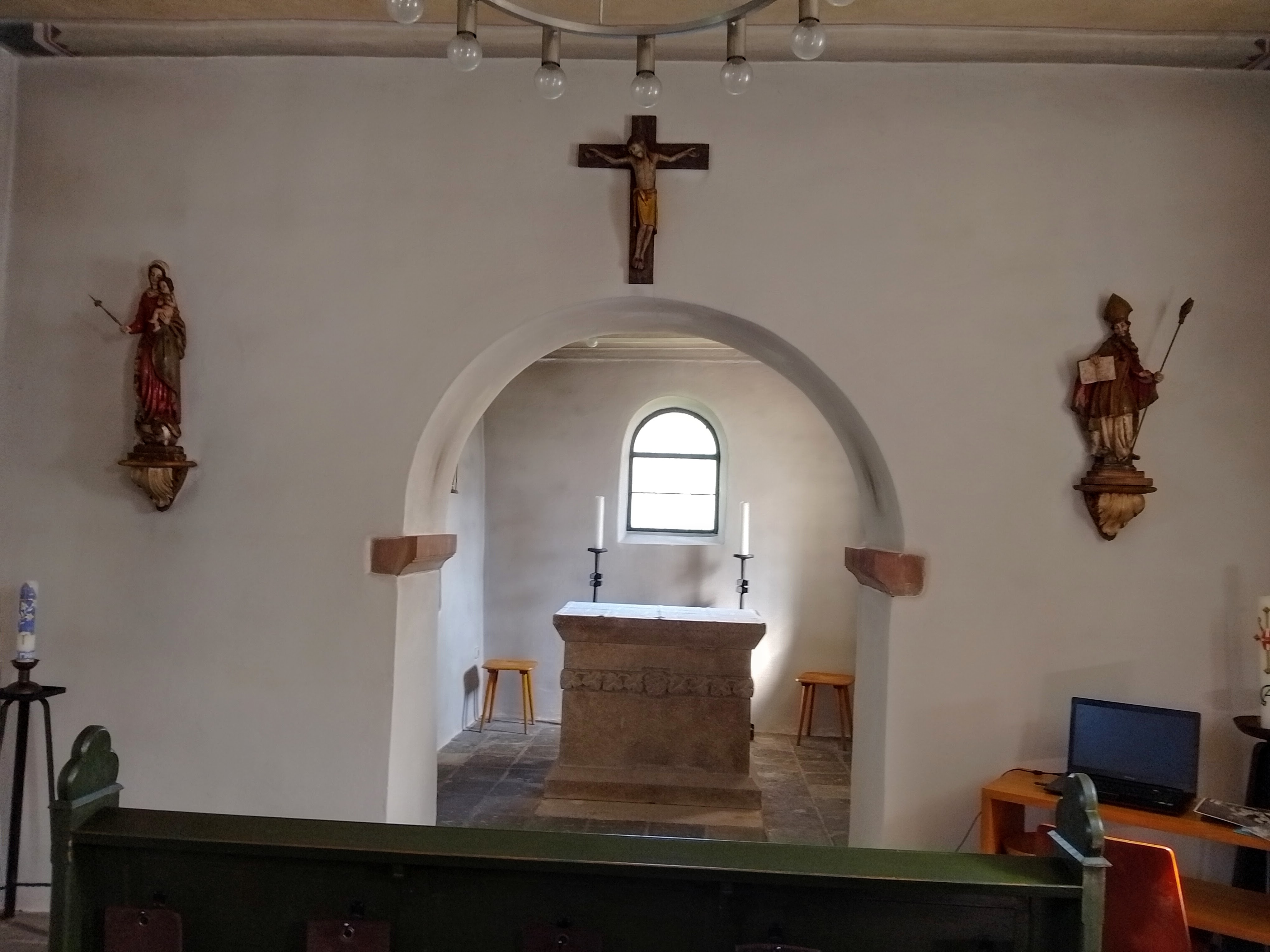
Интерьер часовни. Вид на алтарную часть.

Часовня Николая (нем. Nikolaus-Kapelle) — католическая часовня в Кёльне-Вестхофене, расположенная недалеко от Рейна, была построена около 1100 года и посвящена покровителю моряков, святому Николаю Мирликийскому. Это самая маленькая из сохранившихся бывших романских деревенских церквей в Кёльне, она окружена старым кладбищем и находится под опекой «Ассоциации по содействию развитию романских церквей в Кёльне».

## История
Эта часовня изначально принадлежала аббатству Святого Гериберта в Дойце. Целью строительства было избавление верующих из Вестхофена от необходимости отправляться в аббатство в Дойце. В 1128 году часовне было предоставлено право захоронения. Службы в часовне также посещали путешествующие купцы и рейнские лодочники, особенно после того, как многие торговцы обошли введённое городом Кёльном в 1259 году правило о скрепах и выгружали свои товары в Цюндорфе на правом берегу Рейна, переправляя их по суше в Мюльхайм и по пути получали благословение в часовне Святого Николая. С 1794 по 1814 год французские оккупационные войска разрушили поселение Вестхофен, оставив только часовню, чтобы иметь хороший вид на Рейн. В 1802 году на фоне секуляризации принадлежность к аббатству Дойц прекратилась. Тогда все монастыри и аббатства в Кёльне были распущены.
Часовня, которая была реставрирована в 1959-1964 гг. и в 1990-х годах, расположена в центре кладбища, которое использовалось до 1929 года и также было восстановлено в 1987 году. Алексиане проводят католические и протестантские богослужения в часовне Святого Николая.

## Здание
Романская зальная часовня имеет площадь пола 8 × 13 м, сложена из туфа, граувакки и рейнской гальки и имеет углубленный прямоугольный хор. Во время нескольких реконструкций часовня Николая была побелена. Помещение зала заканчивается на северо-востоке углублённым хором. Побеленная каменная кладка плотная и неструктурированная, имеет несколько оконных проемов в форме полукруглых арок. Треугольные фахверковые фронтоны образуют восточный и западный торцы. На покрытой шифером двускатной крыше возвышается островерхая башенка с остроконечным шлемом. В зале и хорах потолок плоский деревянный. Круглая арка, опирающаяся на две ригельные плиты, образует проход в алтарную часть, престол которой украшен виноградной лозой. Слева и справа от этой круглой арки находятся барочные скульптуры Девы Марии и Святого Николая.
Часовня и кладбище были включены в список исторических памятников в 1983 году, а в конце 1980-х годов были обозначены как станция 2.2 Культурного маршрута Порца.